# Türksevin, Afşin
Türksevin là một xã thuộc huyện Afşin, tỉnh Kahramanmaraş, Thổ Nhĩ Kỳ. Dân số thời điểm năm 2010 là 636 người.